# Десет заповести (филм из 1923)
Десет заповести (енгл. The Ten Commandments) је амерички неми религијски епски филм из 1923. године, редитеља и продуцента Сесила Б. Демила, са сценаријем који је написала Џини Макферсон. Филм је подељен на две целине: пролог који рекреира библијску причу о Изласку, и модерну причу о два брата и њиховим ставовима о десет Божјих заповести.
Хваљен због својих „огромних и запањујућих” сцена, употребе Техниколор процеса 2 и секвенце раздвајања Црвеног мора, овај скупи филм се показао као хит на биоскопским благајнама након објављивања. Први је филм у Демиловој библијској трилогији, а прате га Краљ краљева (1927) и Знак крста (1932).
Десет заповести је једно од многих дела из 1923. које је ушло у јавно власништво у Сједињеним Државама 2019. године.

## Радња
Филм се састоји од две целине: „Пролога”, епске приче о Мојсију; и „Приче”, смештене у савремено окружење, која приказује живот по десет Божјих заповести.

### Пролог
Уводни текст објашњава да се модерно друштво ругало јудео-хришћанском моралу све док није постало сведок ужаса Великог рата; онда моли гледаоца да се врати заповестима, називајући их „основним принципима без којих човечанство не може да живи заједно. Они нису закони – они су ЗАКОН”. Одатле се препричава Књига изласка, почевши одмах после девете пошасти.
Након бекства Израелита из Египта и преласка Црвеног мора, Мојсије се пење на Синајску гору и сведочи заповестима у облику записа на небу, које се потом урезују у Заветне плоче. Када се вратио, открио је да су се Израелити предали у разврат и направили златно теле за обожавање. Бесан, он разбија заповести, сматрајући Израелите недостојним. Један Израелит и жена који су се међусобно заводили откривају, на ужас обоје, да жена има одвратне чиреве које јој прекривају руке и да је нечиста, што ју је навело да моли Мојсија да се очисти. Мојсије призива Божју силу и муња уништава теле.

### Прича
Два брата, Џон и Ден Мактавиш, живе са својом веома религиозном мајком Мартом. Браћа доносе супротне одлуке; Џон следи мајчино учење о заповестима, постајући столар који живи од оскудних прихода, а Ден, сада већ отворени атеиста убеђен да му заповести ништа не нуде, заклиње се да ће прекршити сваку од њих и уздићи се до врха.
Марта избацује Дена из своје куће. Он се зауставља код вагона за ручак. Тамо, Мери, сиромашна, али лепа млада жена, краде залогај Деновог сендвича, због чега се овај даје у потеру за њом. Она се склони у кућу породице Мактавиш, где Џон убеђује своју мајку да прими Мери током ноћи. Џон такође убеђује Дена да се помири са мајком и остане; он упознаје Дена са Мери. Ден брзо осваја Мери својим слободоумним начином живота. Мартино стриктно поштовање дана одмора изазива трзавице када Ден и Мери плешу на недељу, и, иако Џон покушава да убеди своју мајку да покаже милост, Ден и Мери одлучују да је време да побегну заједно.
Три године касније, Ден је постао корумпирани извођач радова. Он добија уговор за изградњу велике катедрале и одлучује да смањи количину цемента у бетону на опасно ниске нивое, стављајући у џеп остатак новца и додатно се богатећи. Он поставља Џона, који је још увек нежења, задуженог за изградњу, надајући се да ће га искористити да својој мајци обезбеди поклоне које она одбија да прими од Дена. Ден вара Мери са Сели, евроазијском прељубницом. Једног дана, Марта посећује Џона на његовом радном месту, а на њу се руши зид катедрале. Смртно повређена, својим последњим речима, она каже Дену да је провела превише времена покушавајући да га научи страху, а не љубави према Богу.
Сада без новца, Ден сазнаје да један таблоид прети да ће разоткрити његове операције. Његов пословни партнер препоручује мито од 25.000 долара да би зауставио објављивање чланка, али у недостатку средстава, Ден уместо тога покушава самоубиство. Његов партнер га зауставља, искључиво зато што одбија да падне сам, и захтева новац. Ден одлази у Селину бордел да узме назад скупе бисере које јој је дао, али Сели одбија, откривајући да се прокријумчарила у Америку из Молокаија преко кријумчарене пошиљке јуте, тако да је заражена губом, вероватно заразивши и Дена. У бесу, он убија Сели и покушава да побегне у Мексико моторним чамцем Пркос, али га лоше време избаци са курса и он удари у стеновито острво. Његов леш је пронађен међу олупином. Мери, плашећи се да је и сама заражена, свраћа у Џонову канцеларију да се поздрави, али Џон инсистира да је прими. Док чита Мери причу из Новог завета о Исусу који исцељује губавце (што је приказано на екрану, док је Исус приказан само с леђа), светло показује да Мерине руке уопште немају ожиљке и да су њене уочене ране нестале у светлости.
Током целог филма, визуелни мотив плоча са заповестима појављује се у сетовима, при чему се одређена заповест појављује на њима када је релевантна за причу.

## Улоге
| Пролог - Теодор Робертс као Мојсије - Шарл де Рошфор као Рамзес II - Естел Тејлор као Мирјам - Џулија Феј као Нефертари - Пат Мур (потписан као Теренс Мур) као фараонов син - Џејмс Нил као Арон - Лосон Бат као Датан - Кларенс Бертон као надзорник рада - Нобл Џонсон као бронзани човек | Прича - Едит Чапман као Марта Мактавиш - Ричард Дикс као Џон Мактавиш - Род ла Рок као Ден Мактавиш - Литрис Џој као Мери Ли - Нита Налди као Сели - Роберт Едесон као инспектор Рединг - Чарлс Огл као доктор - Агнес Ерс као изпоштеница |

## Продукција
Идеја за филм је заснована на победничком поднеску на конкурсу у којем је јавност предлагала идеје за Демилов следећи филм. Победник је био Ф. К. Нелсон из Лансинга у Мичигену; први део његовог предлога је гласио: „Не можете прекршити десет Божјих заповести — оне ће вас сломити.” Продукција филма је почела 21. маја 1923, а завршена је 16. августа исте године.

### Сценарио
Џини Макферсон, сценаристкиња, испрва је замислила да „интерпретира заповести у епизодном облику”. И она и Демил су се на крају одлучили за необичан сценарио из два дела: библијски пролог и савремену причу која показује последице кршења десет заповести. У обради филма, Макферсонова је описала четири главна лика савремене приче:
Постоје четири особе у савременој причи Десет заповести, и они посматрају ове заповести на четири различита начина. Ту је госпођа Мактавиш, мајка, која се на погрешан начин држи заповести. Она је уског погледа. Она је фанатична. Везана је за ритуал. Она је представник правоверја, а ипак је фина, чиста, снажна жена, баш као и десетине које сви познајемо.
Постоји девојка, Мери Ли, која се уопште не брине о десет заповести. Она је добро дете, али је провела толико времена радећи да није научила десет заповести...
Ден Мактавиш познаје десет заповести, али им пркоси.

Џон Мактавиш је просечна врста људског бића, која верује у десет заповести као непроменљиве, постојане законе универзума. Он није шоња или узор врлине, он је обичан момак, идеалан тип човека високих и постојаних принципа, који верује да су заповести изводљиве 1923. баш као што су биле у време Мојсија.

### Снимање
Сцене Изласка снимљене су на динама Гвадалупе-Нипомо на северу Округа Санта Барбара. Ова локација је првобитно изабрана јер су њене огромне пешчане дине пружале површну сличност са египатском пустињом. Причало се да су, након што је снимање завршено, велики сетови – који су укључивали четири статуе фараона високе 11 метара, 21 сфингу и капије које су достигле висину од 33 метара, које је изградила мала војска од 1.600 радника – минирани и закопани у песак. Уместо тога, ветар, киша и песак на динама Гвадалупе-Нипомо вероватно су срушили и затрпали велики део сета испод дина које су се стално мењале. Статуе и сфинге су данас отприлике на истом месту на коме су биле током снимања. Археолози су 2012. године открили главу једне од сфинги; напори за ископавање из 2014. године показали су да се тело те сфинге значајно погоршало, али је откривена и ископана друга боље очувана сфинга. Напор да се лоцира и ископа сет био је тема документарног филма Изгубљени град Сесила Б. Демила из 2016. године.
Сцена раздвајања Црвеног мора снимљена је у Сил Бичу у Калифорнији. Визуелни ефекат држања водених зидова раздвојеним док су Израелити пролазили постигнут је са котуром желеа који је пресечен на два дела и снимљен изблиза док се тресао. Овај снимак је затим комбинован са снимцима уживо на којима Израелити ходају у даљину како би створили илузију.
Делови савремене приче снимљени су у Сан Франциску, док је секвенца изградње катедрале снимљена у тада грађеној цркви Св. Петра и Павла у улици Филберт и на суседном Вашингтон скверу.

## Објављивање
Дистрибуиран од стране студија Paramount Pictures, филм је премијерно приказан 4. децембра 1923. у Холивуду.

### Критике
По објављивању, критичари су похвалили Десет заповести у целини; међутим, део филма смештен у савремено доба добио је различите рецензије. Часопис Variety је, на пример, прогласио само уводне сцене вредним цене улазнице, али је остатак филма сматрао разочаравајућим у поређењу: „Почетне библијске сцене Десет заповести су неодољиве по свом обиму, ширини, боји и режији [ ...] Оне су огромне и величанствене, толико велике да се савремена прича после тога чини слабашном.”
На веб-сајту Rotten Tomatoes, филм има рејтинг одобравања од 86% на основу 7 рецензија, са просечном оценом 6,7/10.

### Зарада
Десет заповести је постао филм са највећом зарадом 1923. године. Зарада филма на биоскопским благајнама држала је рекорд прихода студија 25 година, све док га други Демилови филмови нису оборили.

### Забрана у Кини
Филм је 1930-их забрањен у Кини под категоријом „сујеверних филмова” због религиозне тематике која је укључивала богове и божанства.

## Римејк
Демил је режирао другу, проширену верзију ове библијске приче 1956. године. За нову верзију, Демил је одбацио савремену причу у корист ширег приказа Мојсијевог раног живота. Године 2006, филм из 1923. је објављен на DVD-у као додатна карактеристика поводом 50. годишњице филма из 1956. године. У DVD коментару са Кетрин Орисон који је укључен уз филм из 1923. године, она наводи да је Демил готово идентично рекреирао неколико секвенци за нову верзију, а такође је конструисао неке сетове за каснији филм који су били скоро дупликати онога што је користио 1923. године. Дана 29. марта 2011, Paramount је објавио ново Blu-ray издање са бокс сетом од 6 дискова.